# Камень-Садат
Камень-Садат — посёлок в Тисульском районе Кемеровской области. Входит в состав Полуторниковского сельского поселения.

## География
Центральная часть населённого пункта расположена на высоте 371 метров над уровнем моря.

## Население
По данным Всероссийской переписи населения 2010 года, в посёлке Камень-Садат проживает 9 человек (5 мужчин, 4 женщины).